# Філіп Тайсандер
Джон Філіп Тайсандер (нар. 25 січня 1985) — шведський бізнесмен і підприємець, який заснував бренд годинників Daniel Wellington в 2011 році.

## Життєпис
Після закінчення середньої школи Тайсандер займався роздрібною торгівлею в Інтернеті, створивши вебкрамницю з продажу пластикових годинників. Вивчав бізнес в Уппсальському університеті. У 2006 році, коли Тайсандер вирушав для подорожі Австралією, він зустрів мандрівника на ім'я Деніел Веллінгтон, який був одягнений у Rolex Submariner із класичним ремінцем бренду Nato. Простота годинників надихнула Тайсандера створити власний бренд годинників, названий на честь англійця, з яким він познайомився.

## Бізнес

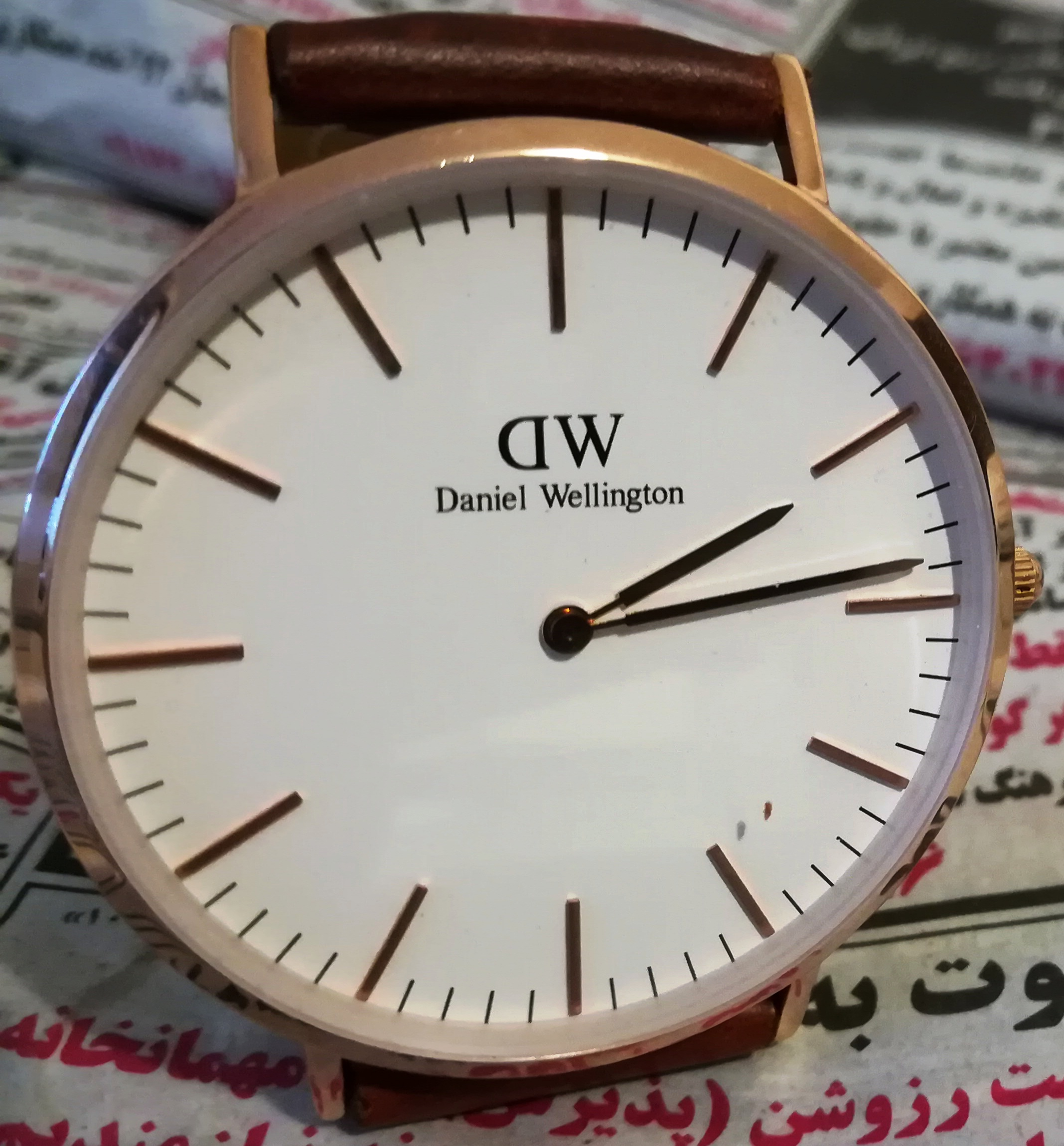
Годинник бренду Daniel Wellington, який створив Філіп Тайсандер

Тайсандер запустив бренд Daniel Wellington після закінчення університету, а також п'яти років роботи в годинниковій індустрії завдяки своєму інтернет-бізнесу «Neptune Design».
Daniel Wellington виріс завдяки своїй рекламній стратегії в Інтернеті та кампаніям у соціальних мережах. Тайсандер інвестував $15 000 для запуску бренду Daniel Wellington. Годинники виявилися прості та мінімалістичні, найвідоміші завдяки своєму змінному нейлоновому ремінцю Nato, який також можна замінити шкіряним або металевим ремінцем. У 2011—2014 рр. Тайсандер продав продав понад мільйон годинників Daniel Wellington і отримав $70 мільйонів доходу. У 2016 році Daniel Wellington отримав $230 млн доларів США доходу та $111,5 млн прибутку. Тайсандер все ще зберігає 100 % право власності на компанію.
Він придбав найдорожчий пентхаус у Стокгольмі в 2016 році, придбавши його за $12,8 млн. Відповідно до журналуVeckans Affärer, Тайсандер планував зробити інвестицію в Klarna в розмірі 50 мільйонів шведських крон у 2017 році.
Станом на 2019 рік чистий капітал Тайсандера становив 2,4 мільярда шведських крон ($300 мільйонів). За даними шведського журналу Fokus, він вважає за краще не розповідати багато про себе та уникає більшості виступів у ЗМІ.